# Seleção de Rugby Union do Golfo Pérsico
A Seleção de Rugby Union do Golfo Pérsico foi um time combinado de jogadores do Bahrein, Catar, Kuwait, Omã, Arábia Saudita e os Emirados Árabes Unidos, que representou a área da Península Arábica em competições internacionais de rugby union. A equipe competiu em campeonatos internacionais entre 1993 e 2010, e foi governado pelo Arabian Gulf Rugby Football Union (AGRFU).